# Béla Gerster
Béla Gerster (v slovenských pramenech uváděn jako Vojtech Gerster; 20. října 1850, Košice – 3. srpna 1923, Budapešť) byl uherský inženýr a stavitel, košický rodák, autor projektu korintského průplavu a spoluprojektant Panamského průplavu.
Roku 1873 získal inženýrský diplom na Technické univerzitě ve Vídni a v roce 1881 byl pověřen vypracováním studie plánu Korintského průplavu. U vstupu do tohoto průplavu a podobně i v Budapešti je umístěna pamětní deska tomuto inženýrovi.
Od roku 1999 je pamětní deska umístěna i na jeho rodném domě v Košicích na Hlavní ulici 9.

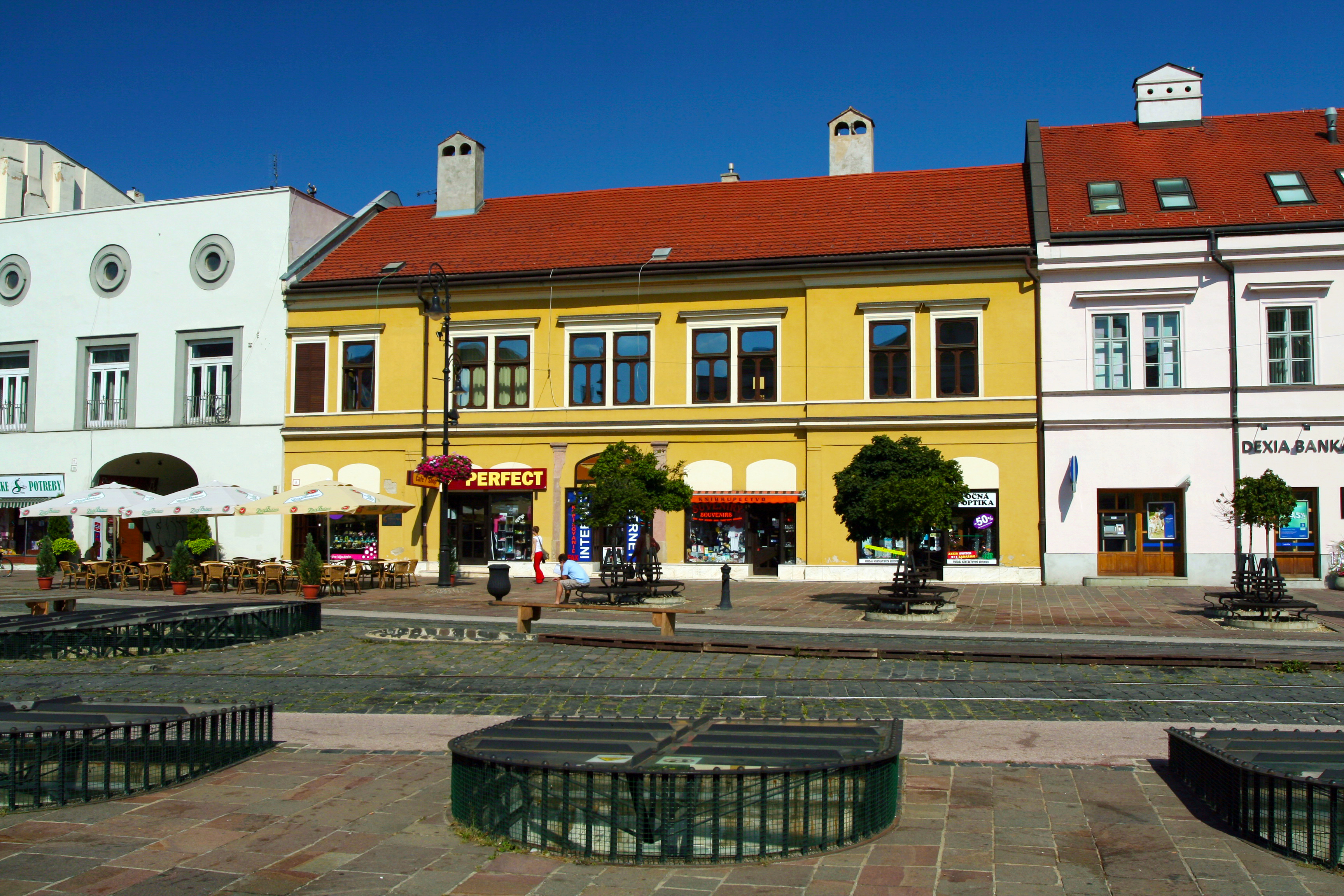
Rodný dům Bély Gerstera na hlavní ulici v Košicích